# Wankelův závrt

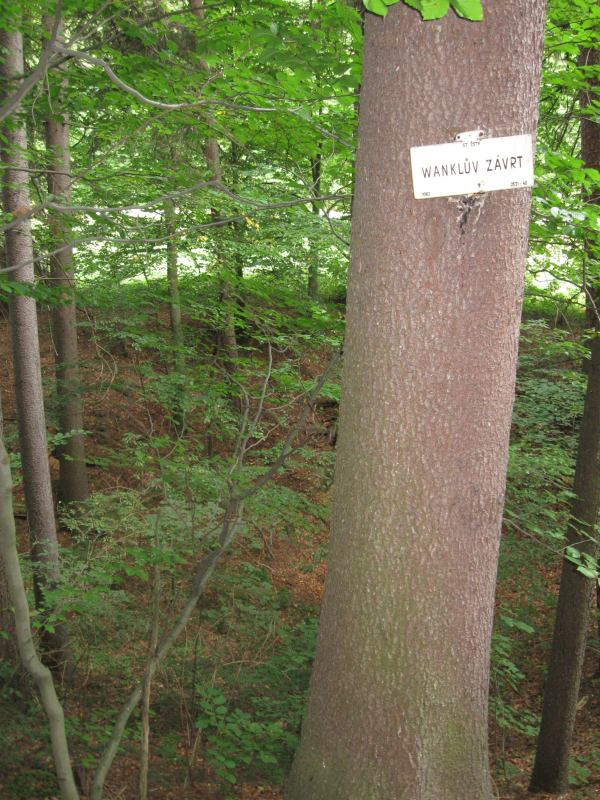
Wankelův závrt

Wankelův závrt se nachází v Holštejnském údolí v Moravském krasu. 
Tento závrt vznikl poměrně nedávno, teprve v roce 1855. Dne 5. dubna dopoledne toho roku se udál zajímavý přírodní jev, kdy se za velkého hluku propadly partie země v Hrádském žlebu na ploše 90 metrů čtverečních. Vznikl jícen, který měl v průměru 13 metrů, dno vzniklé propasti bylo oválné o průměru 5–9 m. Hloubka propasti činila 22–24 metrů. Hromovou detonaci bylo slyšet dle pamětníků v okolních vsích, zejména na Holštejně a v Lipovci. 
Jindřich Wankel předpokládal, že dno se časem rozšíří, což badatelům umožní vniknout do podzemních prostor, ale jeho naděje se nevyplnily. Závrt byl postupně zanášen zeminou, naplavovanou z okolních pozemků, takže za sto let od události byl hluboký pouhé 4 metry a  zarostlý stromy; v současné době je jeho hloubka ještě menší. 
Několik desítek metrů od Wankelova závrtu se nachází jeskyně Spirálka.